# Satiro con capro
Il Satiro con capro è uno stucco proveniente da Villa Petraro, rinvenuto durante gli scavi archeologici dell'antica città di Stabiae, l'odierna Castellammare di Stabia e conservato all'interno del Museo archeologico di Stabia Libero D'Orsi.

## Storia e descrizione
Lo stucco venne realizzato poco prima dell'eruzione del Vesuvio che seppellì la città e quindi intorno al 79 ed era ubicato nella zona del soffitto absidale del calidarium della villa, nello stesso ambiente dove erano riprodotti lo stucco di Psiche e di un Satiro con rhyton: fu quindi rinvenuto tra il 1957 ed il 1958 durante gli scavi archeologici effettuati da Libero D'Orsi; staccato dalla sua sede originale fu conservata all'interno dell'Antiquarium stabiano e poi al Museo archeologico di Stabia Libero D'Orsi.
L'opera ritrae un giovane satiro nudo, con il capo coronato e un mantello poggiato sulle spalle, recante nella mano sinistra un piatto pieno di frutta, mentre con la destra si poggia al collo del capro sul quale è seduto e che sta correndo verso sinistra; l'intero quadretto è posto in una cornice a linguette, caratterizzata, in basso a sinistra, dal profilo di una testa di un satiro.